# Grypocentrus spatulatus
Grypocentrus spatulatus är en stekelart som beskrevs av Henry Keith Townes, Jr. 1951. Grypocentrus spatulatus ingår i släktet Grypocentrus och familjen brokparasitsteklar. Inga underarter finns listade i Catalogue of Life.